# Krásný Les (okres Karlovy Vary)
Krásný Les (do roku 1948 i německy  Schönwald) je obec v okrese Karlovy Vary v Karlovarském kraji. Leží asi šest kilometrů severovýchodně od Ostrova. Včetně částí Horní Hrad a Damice v obci žije 345 obyvatel.

## Historie
První písemná zmínka o vesnici pochází z roku 1226.

## Obyvatelstvo
Při sčítání lidu v roce 1921 zde žilo 488 obyvatel (z toho 243 mužů) německé národnosti a římskokatolického vyznání. Podle sčítání lidu z roku 1930 měla vesnice 483 obyvatel s nezměněnou národnostní a náboženskou strukturou.
|           | 1869 | 1880 | 1890 | 1900 | 1910 | 1921 | 1930 | 1950 | 1961 | 1970 | 1980 | 1991 | 2001 | 2011 | 2021 |
| --------- | ---- | ---- | ---- | ---- | ---- | ---- | ---- | ---- | ---- | ---- | ---- | ---- | ---- | ---- | ---- |
| Obyvatelé | 544  | 564  | 533  | 540  | 534  | 488  | 483  | 235  | 196  | 152  | 117  | 104  | 123  | 197  | 235  |
| Domy      | 80   | 85   | 84   | 88   | 88   | 87   | 90   | 97   | 73   | 39   | 32   | 43   | 46   | 74   | 91   |

## Obecní správa
Mezi lety 1850–1975 byl Krásný Les obcí v okrese Jáchymov (1869–1930), posléze v okrese Karlovy Vary-okolí (1950) a později v okrese Karlovy Vary. Od 1. ledna 1976 do 31. prosince 1991 patřil jako část města k Ostrovu a od 1. ledna 1992 je opět samostatnou obcí.

### Části obce
- Krásný Les – k. ú. Krásný Les, Léno, Plavno a Vrch
- Damice – k. ú. Damice
- Horní Hrad – k. ú. Krásný Les

## Pamětihodnosti
- Lovecký zámeček Liščí kámen
- Kostel svatého Petra a Pavla
- Socha Panny Marie s Ježíškem
- Vodní mlýn čp. 9
- Venkovský dům čp. 13
- Přírodní památka Hornohradský potok
- Do východní části katastrálního území Krásný Les zasahuje část národní přírodní rezervace Nebesa.